# Dravosburg
Dravosburg és una població dels Estats Units a l'estat de Pennsilvània. Segons el cens del 2000 tenia 2.015 habitants.

## Demografia
Segons el cens del 2000, Dravosburg tenia 2.015 habitants, 948 habitatges, i 563 famílies. La densitat de població era de 762,7 habitants per quilòmetre quadrat.
Dels 948 habitatges en un 22,6% hi vivien nens de menys de 18 anys, en un 47% hi vivien parelles casades, en un 9,6% dones solteres, i en un 40,6% no eren unitats familiars. En el 36,8% dels habitatges hi vivien persones soles el 18,6% de les quals corresponia a persones de 65 anys o més que vivien soles. El nombre mitjà de persones vivint en cada habitatge era de 2,13 i el nombre mitjà de persones que vivien en cada família era de 2,77.
Per edats la població es repartia de la següent manera: un 18,5% tenia menys de 18 anys, un 7,2% entre 18 i 24, un 28% entre 25 i 44, un 26,6% de 45 a 60 i un 19,7% 65 anys o més.
L'edat mediana era de 42 anys. Per cada 100 dones de 18 o més anys hi havia 83,3 homes.
La renda mediana per habitatge era de 30.461 $ i la renda mediana per família de 39.663 $. Els homes tenien una renda mediana de 30.435 $ mentre que les dones 22.232 $. La renda per capita de la població era de 17.264 $. Entorn del 7,5% de les famílies i el 12,6% de la població estaven per davall del llindar de pobresa.

## Poblacions més properes
El següent diagrama mostra les poblacions més properes.